# Hội đồng Lập pháp Ma Cao
Hội đồng Lập pháp Đặc khu hành chính Ma Cao là cơ quan lập pháp đơn viện của Ma Cao. Hội đồng gồm 33 thành viên, trong đó 14 thành viên được bầu trực tiếp, 12 thành viên được bầu gián tiếp từ các đơn vị bầu cử chức năng và 7 thành viên do đặc khu trưởng bổ nhiệm. Trụ sở Hội đồng Lập pháp đặt tại đường khu Sé.

## Quyền hạn
Hội đồng Lập pháp có những nhiệm vụ và quyền hạn sau đây:
1. Làm, sửa đổi luật
2. Phê chuẩn dự toán ngân sách nhà nước, xem xét báo cáo kiểm toán ngân sách nhà nước
3. Quyết định các thứ thuế, khoản nợ của chính phủ
4. Thảo luận bài phát biểu chính sách của đặc khu trưởng
5. Thảo luận các vấn đề liên quan đến lợi ích chung
6. Tiếp nhận, giải quyết khiếu nại của cư đân Ma Cao

## Trụ sở
Tòa nhà Hội đồng Lập pháp là trụ sở của Hội đồng Lập pháp, được đặt tại khu vực Nam Van.

## Thành viên
Phụ lục II Luật Cơ bản Ma Cao quy định Hội đồng Lập pháp khóa I sẽ được thành lập theo quyết định của Đại hội đại biểu nhân dân toàn quốc về phương pháp thành lập Chính phủ khóa I, Hội đồng Lập pháp khóa I và Cơ quan tư pháp của Ma Cao. Hội đồng Lập pháp khóa I gồm 23 thành viên, trong đó 8 thành viên được bầu trực tiếp, 8 thành viên được bầu gián tiếp và 7 thành viên được bổ nhiệm.
Hội đồng Lập pháp khóa II gồm 27 thành viên, trong đó 10 thành viên được bầu trực tiếp, 10 thành viên được bầu gián tiếp và 7 thành viên được bổ nhiệm.
Số lượng thành viên được bầu trực tiếp tăng từ 10 lên 12 trong Hội đồng Lập pháp khóa III. Sau năm 2009, việc bầu chọn đặc khu trưởng có thể được thay đổi nếu ít nhất hai phần ba số thành viên Hội đồng Lập pháp tán thành và được Ủy ban Thường vụ Đại hội Đại biểu Nhân dân Toàn quốc chấp thuận. Từ năm 2012, Hội đồng Lập pháp gồm 33 thành viên, trong đó 14 thành viên được bầu trực tiếp, 12 thành viên được bầu gián tiếp và 7 thành viên được bổ nhiệm.

## Thành phần các khóa Hội đồng Lập pháp Ma Cao
| Khóa (Bầu cử) | Khóa (Bầu cử) | Hình | Thành phần (tại phiên khai mạc) | Chủ tịch                                                         | Phe kiến chế | Phe dân chủ | Phe trung gian |
| ------------- | ------------- | ---- | ------------------------------- | ---------------------------------------------------------------- | ------------ | ----------- | -------------- |
| I (1999)      | I (1999)      |      | 1:22                            | Tào Kỳ Chân                                                      | 22           | 1           | –              |
| II (2001)     | II (2001)     |      | 2:25                            | Tào Kỳ Chân                                                      | 25           | 2           | –              |
| III (2005)    | III (2005)    |      | 3:26                            | Tào Kỳ Chân                                                      | 26           | 3           | –              |
| IV (2009)     | IV (2009)     |      | 4:25                            | Lưu Chước Hoa                                                    | 25           | 4           | –              |
| V (2013)      | V (2013)      |      | 4:29                            | Hạ Nhất Thành                                                    | 29           | 4           | –              |
| VI (2017)     | VI (2017)     |      | 4:1:28                          | Hạ Nhất Thành (2017–19) Thôi Thế Xương (2019) Kou Hoi-in (2019–) | 28           | 4           | 1              |
| VII (2021)    | VII (2021)    |      | 2:1:30                          | Kou Hoi-in                                                       | 30           | 2           | 1              |